# Xanthoparmelia toninioides
Xanthoparmelia toninioides är en lavart som beskrevs av Hale. Xanthoparmelia toninioides ingår i släktet Xanthoparmelia och familjen Parmeliaceae.   Inga underarter finns listade i Catalogue of Life.